# Next to Me
Next to Me – jest to trzeci singel brytyjskiej wokalistki Emeli Sandé z jej debiutanckiego albumu studyjnego Our Version of Events, wydany 12 lutego 2012 roku w Wielkiej Brytanii. Twórcami tekstu są Emeli Sandé, Hugo Chegwin, Harry Craze, Anup Paul, natomiast za produkcję utworu byli odpowiedzialni Craze & Hoax i Mojam.

## Teledysk
Teledysk miał swoją premierę 18 stycznia 2012 roku. Klip przedstawia piosenkarkę wykonującą utwór, grając na pianinie, a następnie na tamburynie w dużej sali. Poza nią w pomieszczeniu znajduje się jeszcze perkusista. Poza sceną w sali przez cały teledysk przewijają się inne ujęcia wokalistki.

## Format wydania
| Digital download (wydane tylko w Wielkiej Brytanii, Francji i Niemczech) 1. "Next to Me" – 3:16 Digital download – Sadek remix (wydane tylko we Francji) 1. "Next to Me" (ft. Sadek) – 2:54 Digital remixes -European EP (Niemcy, Irlandia i Włochy) 1. "Next to Me" (Nu:Tone Remix) – 6:06 2. "Next to Me" (Mojam Remix) – 3:51 3. "Next to Me" (Dorian Remix) – 6:30 4. "Next to Me" (Next to Me in Bed Remix) – 3:59 | Digital download – Kendrick Lamar Remix (Wielka Brytania i USA) 1. "Next to Me" (ft. Kendrick Lamar) - 3:55 Digital remixes – American EP (tylko USA) 1. "Next to Me" (MOTi Remix) – 5:48 2. "Next to Me" (James Egbert Mixshow Edit) – 4:07 3. "Next to Me" (Manhattan Clique Mixshow Edit) – 4:26 4. "Next to Me" (MOTi BrightLight Mixshow Edit) – 4:06 Digital download – Spanglish Remix (Hiszpania) 1. "Next to Me" (ft. Alejandro Sanz) – 3:17 |

## Pozycje na listach
| Lista                                       | Najwyższa pozycja |
| ------------------------------------------- | ----------------- |
| Australia (ARIA Charts)                     | 14                |
| Austria (Ö3 Austria Top 40)                 | 12                |
| Belgia (Flandria) (Ultratop 50 Flanders)    | 6                 |
| Belgia (Walonia) (Ultratip Wallonia)        | 21                |
| Dania (Tracklisten)                         | 28                |
| Francja (SNEP)                              | 18                |
| Hiszpania (PROMUSICAE)                      | 12                |
| Holandia (MegaCharts)                       | 3                 |
| Irlandia (IRMA)                             | 1                 |
| Izrael (Media Forest)                       | 6                 |
| Kanada (Canadian Hot 100)                   | 43                |
| Niemcy (Media Control Charts)               | 21                |
| Nowa Zelandia (Recorded Music NZ)           | 6                 |
| Polska (Polish Airplay Top 20)              | 4                 |
| Stany Zjednoczone (Hot 100)                 | 25                |
| Stany Zjednoczone (Hot R&B/Hip-Hop Songs)   | 7                 |
| Stany Zjednoczone (Hot Adult Top 40 Tracks) | 3                 |
| Stany Zjednoczone (Alternative Songs)       | 21                |
| Stany Zjednoczone (Adult Contemporary)      | 10                |
| Stany Zjednoczone (Hot Dance Club Songs)    | 1                 |
| Stany Zjednoczone (Top 40 Mainstream)       | 17                |
| Szkocja (The Official Charts Company)       | 1                 |
| Szwajcaria (Schweizer Hitparade)            | 24                |
| Wielka Brytania (UK Singles Chart)          | 2                 |

| Państwo                  | Certyfikat | Sprzedaż   |
| ------------------------ | ---------- | ---------- |
| Australia (ARIA)         | Platyna    | 70 000+    |
| Belgia (BEA)             | Złoto      | 15 000+    |
| Nowa Zelandia (RMNZ)     | Platyna    | 15 000+    |
| Stany Zjednoczone (RIAA) | Platyna    | 1 000 000+ |
| Wielka Brytania (BPI)    | Platyna    | 621 000+   |
| Włochy (FIMI)            | Złoto      | 15 000+    |